# Sinularia andamanensis
Sinularia andamanensis är en korallart som beskrevs av Thomson och Simpson 1909. Sinularia andamanensis ingår i släktet Sinularia och familjen läderkoraller. Inga underarter finns listade i Catalogue of Life.